# Satoshi Miyauchi
Satoshi Miyauchi (Tòquio, Japó, 26 de novembre de 1959) és un futbolista japonès retirat que va disputar 20 partits amb la selecció japonesa.